# 애슬리트
애슬리트(Athelete)은 영국의 인디 록 밴드이다. 구성원은 Joel Pott (리드 보컬 및 기타), Carey Willetts (베이스 및 백 보컬), Stephen Roberts (드럼 및 백 보컬) 및 Tim Wanstall (키보드 및 백 보컬)이다.
밴드의 데뷔 앨범 Vehicles & Animals (2003)가 2005년에 플래티넘 판매자였고 머큐리 뮤직 상 후보로 지목되어 성공을 거두었다. 투어리스트 (Tourist, 2005)는 1위를 차지했으며 50 만장 이상을 팔아 이 앨범이 플래티넘이 될 수 있게 했다. 그 이후 밴드는 정기적으로 레코드를 계속 발표해 왔다. 그들의 후속 앨범 인 Beyond the Neighborhood (2007)와 Black Swan (2009)은 Nick Cave & Bad Seeds와 같은 아티스트들의 작품에 영향을 받은 다양한 스타일을 탐구하는 것으로 보인다.

## 역사

### 데뷔 (2000-2002)
14살 때부터 Athelte은 Grandaddy와 The Flaming Lips등에 영향을 받았고 1999년 교회와 샌드위치바로 바뀐 펍 Deptford High Street에 있는 The Bear의 지하실에서 연습을 시작했다. 그들은 데모를 보내기 전에 거기에 녹음하기 시작했다. Regal Recordings와 계약한 이 밴드는 2002년 2월 첫 싱글 "Westside"를 발표했으며 BBC Radio 1에서 airplay를 얻었고 6월에 Top 40의 기록을 깼고 다른 싱글 "You Got the Style"을 위한 길을 닦았다. Parlophone은 첫 번째 스튜디오 LP를 녹음하기 위해 2002년 말에 Victor Van Vugt (Nick Cave & Bad Seeds, Beth Orton) 프로듀서와 함께 스튜디오에 입장 한 뮤지션을 주목하여 신속하게 사인했다.

### 성공 (2003-2006)
밴드는 2003년 데뷔 앨범 "Vehicles and Animals"에서 "You Got the Style"과 "El Salvador"와 같은 인기 싱글들을 프로듀싱했다. 앨범은 Mercury Music Prize 지명을 얻고 250,000 권의 사본 이상 판매하였다. 그들은 BBC Radio 2의 Dermot O'Leary Show에서 영국 라디오로 첫 라이브를 했다. 2003년 4월에 앨범이 발표 된 이후, 그해 여름은 특히 유익한 시간 이었습니다(재 해석 바람 ; Following the release of the album in April 2003, the summer of that year was a particularly fruitful time.). 글래스 톤 베리 (Glastonbury)와 T in The Park festivals (The Test The Park Festival) 직후, The Mercury Award에 지명되었다. 지명 후에, 앨범은 2 주 동안 Silver(60,000 판매)에서 Gold(100,000)로 갔다.
"I think there's an underdog waiting to be discovered by the Mercury every year," said Steve. "And that year it was us." "By the time we played V at the end of the summer it seemed like everybody there knew the record,' said Joel Pott, 'There was 20,000 people, all singing along.'
그들의 두 번째 앨범 인 Tourist는 싱글 "Wires"의 큰 성공에 이어 영국 앨범 차트 1위를 차지했다. 노래는 조산 후에 집중 치료에 돌진 한 Pott의 신생아에 관하여 쓰고, 2006년에 Ivor Novello에서 "Best Contemporary Song"상을 받았다. 영국 차트에서 밴드는 음악 TV 채널과 라디오 방송국의 일관성없는 지원으로 인해 상위 40 위의 음반에서 누락된 싱글에 자주 좌절감을 표시했다. 예를 들어, "Wires"와 " Half Light "는 영국의 대형 라디오 방송국에서 하루에 최대 10번 재생되었지만"Westside "및"Tourist "와 같은 다른 싱글은 라디오 재생을 거의 받지 못했다.

### 발전 (2007-2009)
2007년 6월 10일, 세 번째 앨범의 제목이 Beyond the Neighbourhood라고 발표되었다. 앨범은 밴드가 스튜디오에서 직접 녹음 한 것으로 Tourist를 작업했던 Ben Allen과 Michael Brauer가 맡았다.

## 구성원 목록
- Joel Pott – (리드 보컬, 기타)
- Carey Willetts – (베이스 기타, 백 보컬)
- Stephen Roberts – (드럼, 백 보컬)
- Tim Wanstall – (건반, 백 보컬)

스튜디오 및 세션 구성원
- Jonny Pilcher – (기타) (2007년 - 현재)

## 음반 목록
정규 음반
- Vehicles & Animals (2003)
- Tourist (2005)
- Beyond the Neighbourhood (2007)
- Black Swan (2009)